# 유승화 (1950년)
유승화(柳承和, 1950년 5월 29일 ~ , 경남 거제)는 대한민국의 공무원이다.

## 학력
- 통영고등학교
- 육군사관학교 학사
- 웨인주립대학교 대학원 토목공학 석사

## 경력
- 1985.01 : 건설부 도로국 도로정책과 근무
- 1990.07 : 건설부 정부합동민원실 근무
- 1992.12 : 부산지방국토관리청 진주국도유지건설사무소장
- 1994.05 : 건설부 도로국 도로건설과장
- 1994.12 : 부산지방국토관리청 도로시설국장
- 1998.03 : 건설교통부 수송정책실 도로관리과장
- 1999.06 : 건설교통부 대도시권 광역교통기획단교통시서국장
- 2002.01 : 건설교통부 기술안전국장
- 2002.07 : 익산지방국토관리청장
- 2002.12 : 부산지방국토관리청장
- 2004.01 : 건설교통부 대도시권 광역교통정책실 광역교통국장
- 2005.07 : 건설교통부 도로국장
- 2006.01 : 행정중심복합도시건설청 차장
- 2008.04 : 대한건설협회 상근부회장

## 수상
- 1978년 : 건설부장관 표창
- 1984년 : 근정포장
- 1986년 : 건설부장관 표창
- 1991년 : 총무처장관 표창
- 2003년 : 홍조근정훈장

| 전임 (초대) | 초대 행정중심복합도시건설청 차장 2006년 1월 9일 ~ 2007년 6월 11일 | 후임 송용찬 |